# Museu d'Art Contemporani de Barcelona
Het Museu d'Art Contemporani de Barcelona (MACBA) is een museum voor moderne en hedendaagse kunst in Barcelona in Catalonië, Spanje. Het is een van de stichtende leden van de Catàleg d'autoritats de noms i títols de Catalunya.

## Gebouw
Het museum, ontworpen door de Amerikaanse architect Richard Meier, opende op 28 november 1995. Opdracht kreeg de architect reeds in 1987, het idee ontstond al in de jaren zestig. Het witte gebouw meet 120 bij 35 meter en de gevel aan de zuidzijde is grotendeels opgetrokken uit glas, waardoor veel daglicht wordt binnengelaten en bezoekers tevens een goed uitzicht geboden wordt op het Plaça dels Àngels, waaraan het museum ligt. Het museum beschikt ook over een museumwinkel en een auditorium.

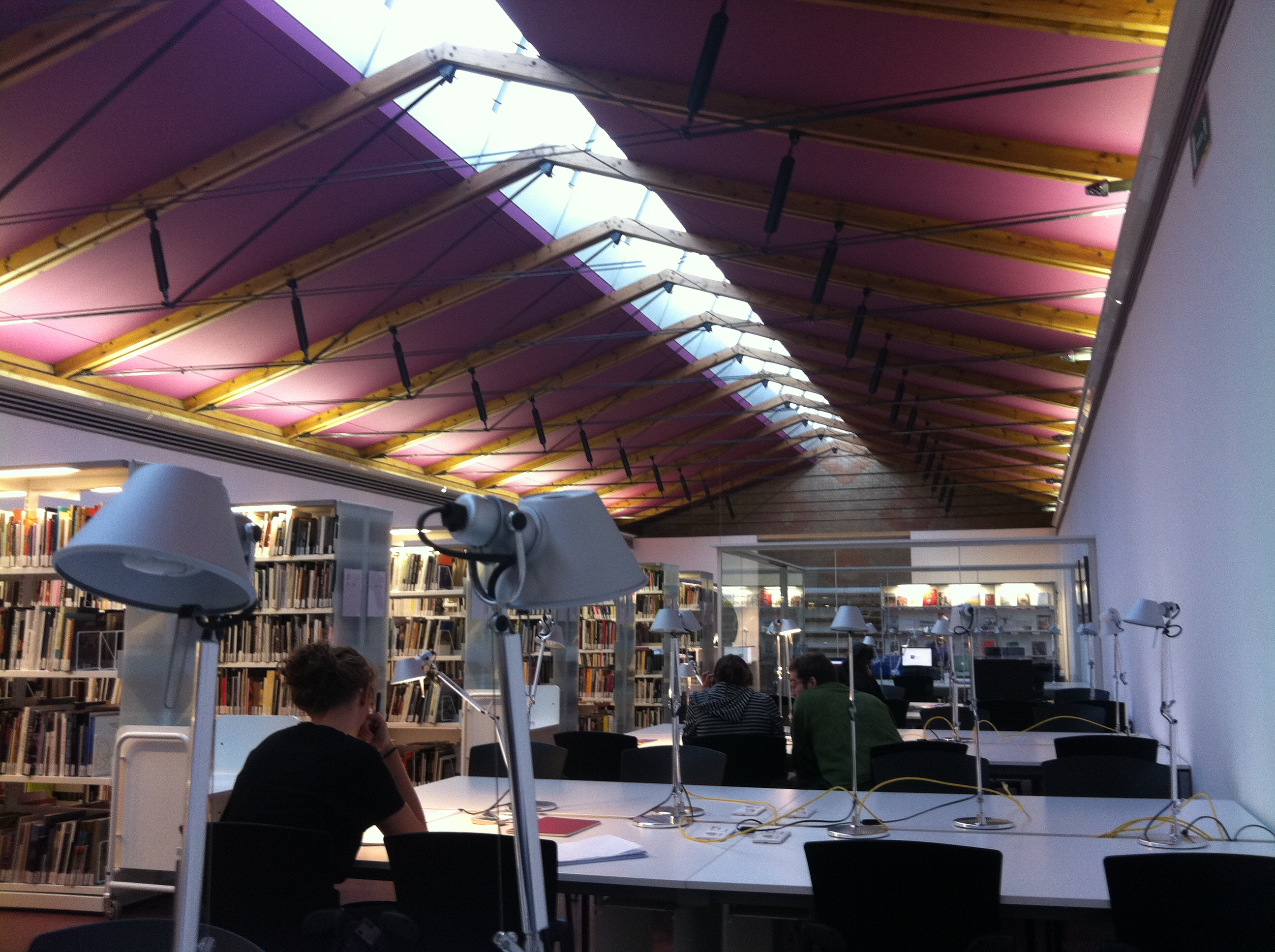
Studie- en documentatiecentrum

In een apart gebouw tegenover het hoofdgebouw bevindt zich sinds december 2007 het studie- en documentatiecentrum (archief en bibliotheek), dat een grote collectie boeken, tentoonstellingscatalogi, tijdschriften, affiches, foto's en audiovisueel materiaal beheert.
De dichtstbijzijnde metrostations zijn Catalunya en Universitat.

## Collectie

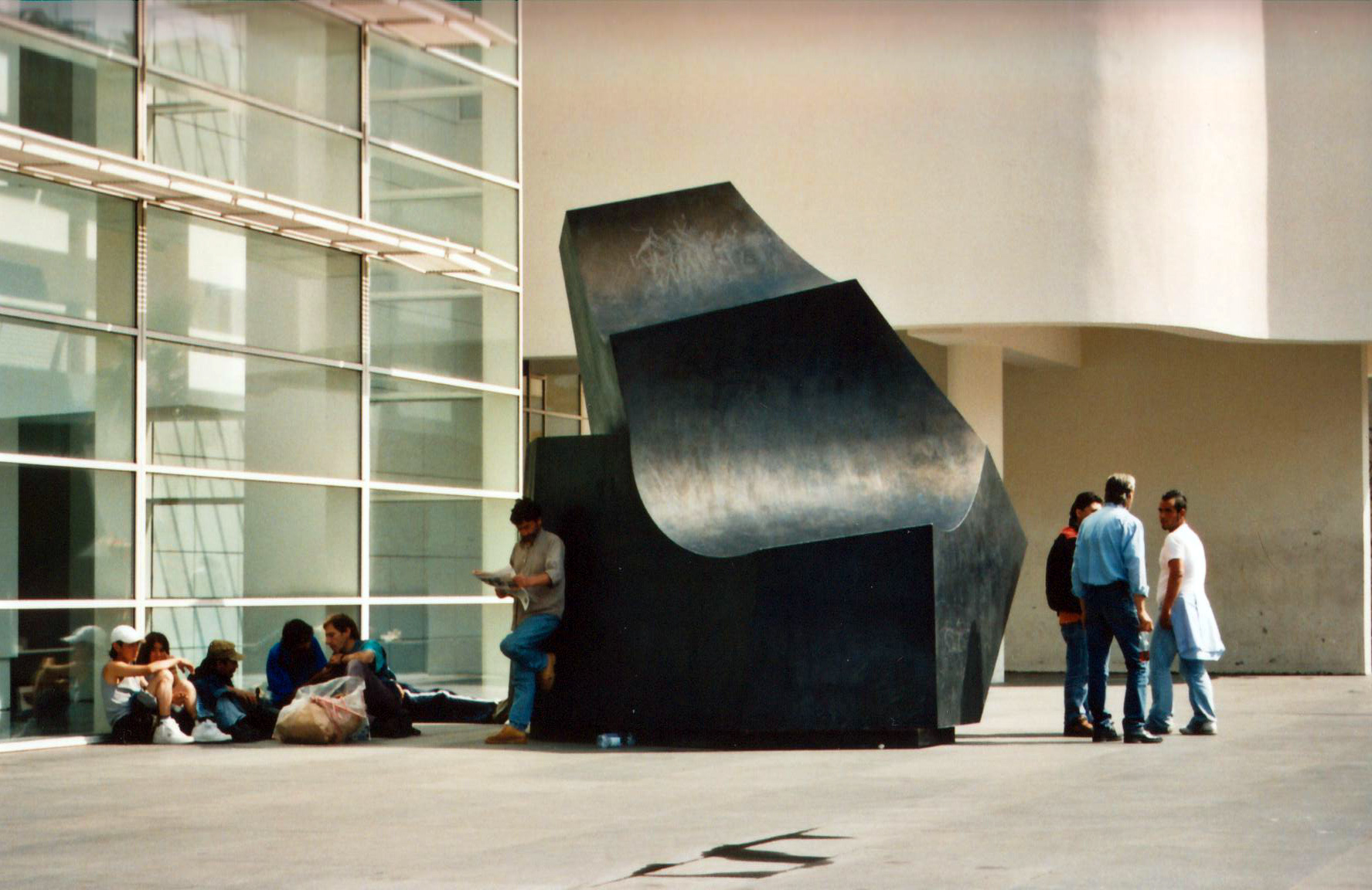
Sculptuur La Ola (1996) van Jorge Oteiza

De collectie omvat werken van Spaanse en Catalaanse kunstenaars van de periode na 1950. Daarnaast is ook de internationale kunst vertegenwoordigd. Het museum heeft werk in bezit van onder meer: Jean Dubuffet, Marcel Duchamp, Keith Haring, David Hockney, Donald Judd, Anselm Kiefer, Paul Klee, Roy Lichtenstein, Joan Miró, Bruce Nauman, Claes Oldenburg, Pablo Picasso, Man Ray en Andy Warhol. Ook werk van de Nederlandse Cobrakunstenaar Constant, de Nederlandse fotografe Rineke Dijkstra en de Belgische beeldhouwer Panamarenko behoort tot de collectie.
In 2011 kwam het MACBA in het bezit van 80.000 negatieven uit het archief van de in 1998 overleden Catalaanse fotograaf Xavier Miserachs.
Het museum organiseert iedere drie tot vier maanden een nieuwe tentoonstelling.

## Directeuren
- Lluís Monreal (tot 1989)
- Daniel Giralt-Miracle (1989-1994)
- Miquel Molins (1995-1998)
- Manuel J. Borja-Villel (1998-2007)
- Bartomeu Marí (sinds 2008)